# Liga Premier de Baréin 2022-23
La Liga Premier de Baréin 2022-23, también conocida como Nasser Bin Hamad Premier League por razones de patrocinio es la 66.ª edición de la Liga Premier de Baréin. La temporada comenzó el 11 de septiembre de 2022 y terminará en mayo de 2023.
Participan 12 equipos, expandiéndose con respecto a la temporada pasada: 9 de la edición anterior, y 3 ascendidos de la Segunda División de Baréin 2021-22. El Riffa Club, parte como el campeón defensor del título de la temporada anterior.

## Equipos
El Al-Najma fue relegado al ocupar la posición 10, respectivamente. Su lugar fue ocupado por 3 equipos, el Al-Shabab campeón de la Segunda División de Baréin 2021-22 quien regresa después ausentar en 2 temporadas, el Bahrain Club subcampeón de la Segunda División quien regresa después de 5 temporadas de ausencia y el Sitra Club quien regresa después 6 temporadas de ausencia.
Equipos ordenados alfabéticamente. En cursiva los ascendidos a la categoría.
| Club            | Ciudad        | Estadio                 |
| --------------- | ------------- | ----------------------- |
| Al-Ahli         | Manama        | Ciudad Deportiva Califa |
| Al-Hala         | Al Muharraq   | Ciudad Deportiva Califa |
| Al-Khaldiya     | Madinat Hamad | Ciudad Deportiva Califa |
| Al-Shabab       | Manama        | Al Muharraq             |
| Bahrain Club    | Al Muharraq   | Ciudad Deportiva Califa |
| Budaiya Club    | Budaiya       | Nacional de Baréin      |
| East Riffa Club | Riffa         | Al Muharraq             |
| Hidd            | Al-Hidd       | Nacional de Baréin      |
| Manama Club     | Manama        | Ciudad Deportiva Califa |
| Muharraq Club   | Al Muharraq   | Nacional de Baréin      |
| Riffa Club      | Riffa         | Nacional de Baréin      |
| Sitra Club      | Sitrah        | Ciudad Deportiva Califa |

## Desarrollo

### Tabla de posiciones
| Pos. | Equipo          | Pts. | PJ | G | E | P  | GF | GC | Dif. | Clasificación o descenso     |
| ---- | --------------- | ---- | -- | - | - | -- | -- | -- | ---- | ---------------------------- |
| 1    | Manama Club     | 31   | 16 | 9 | 4 | 3  | 27 | 12 | +15  | Campeón                      |
| 2    | Muharraq Club   | 30   | 16 | 8 | 6 | 2  | 23 | 8  | +15  |                              |
| 3    | Al-Khaldiya     | 30   | 16 | 9 | 3 | 4  | 29 | 16 | +13  |                              |
| 4    | Sitra Club      | 30   | 16 | 8 | 6 | 2  | 20 | 10 | +10  |                              |
| 5    | Riffa Club      | 26   | 16 | 7 | 5 | 4  | 21 | 14 | +7   |                              |
| 6    | Al-Shabab       | 20   | 16 | 6 | 2 | 8  | 17 | 17 | 0    |                              |
| 7    | Hidd SCC        | 19   | 16 | 5 | 4 | 7  | 19 | 29 | −10  |                              |
| 8    | East Riffa Club | 18   | 16 | 4 | 6 | 6  | 16 | 20 | −4   |                              |
| 9    | Al-Hala         | 18   | 16 | 4 | 6 | 6  | 15 | 18 | −3   | Play-offs por la permanencia |
| 10   | Al-Ahli         | 18   | 16 | 4 | 6 | 6  | 16 | 21 | −5   | Play-offs por la permanencia |
| 11   | Bahrain Club    | 13   | 16 | 3 | 4 | 9  | 16 | 24 | −8   | Segunda División             |
| 12   | Budaiya Club    | 5    | 16 | 1 | 2 | 13 | 8  | 41 | −33  | Segunda División             |

Actualizado a los partidos jugados el 9 de marzo de 2023.
 Fuente: Soccerway

### Resultados
| Local \ Visitante | AHL | HAL | KHA | SHA | BAH | BUD | ERF | HID | MAN | MUH | RIF | SIT |
| ----------------- | --- | --- | --- | --- | --- | --- | --- | --- | --- | --- | --- | --- |
| Al-Ahli           | —   | 0–0 | 0–3 | 0–0 |     |     | 1–0 | 0–2 |     |     | 1–0 | 1–2 |
| Al-Hala           |     | —   |     | 1–0 | 1–0 | 1–1 | 0–0 |     | 0–1 | 0–1 | 1–3 |     |
| Al-Khaldiya       | 0–1 | 2–2 | —   | 1–0 |     | 5–1 | 1–1 | 4–0 | 0–1 | 2–0 |     |     |
| Al-Shabab         |     | 1–0 | 0–1 | —   | 3–2 | 3–0 |     | 1–2 | 0–1 |     | 2–2 | 0–2 |
| Bahrain Club      | 2–1 | 2–1 | 0–1 | 2–3 | —   | 2–0 | 2–4 |     |     | 0–0 | 0–1 |     |
| Budaiya Club      | 1–4 | 0–2 |     | 0–2 | 1–0 | —   | 0–0 |     | 0–5 | 1–5 | 0–2 | 1–2 |
| East Riffa Club   | 2–4 |     |     | 0–1 | 1–1 | 2–1 | —   | 0–1 | 3–5 | 1–1 |     | 0–2 |
| Hidd SCC          | 1–1 | 2–3 | 3–5 |     | 2–2 | 2–1 | 0–0 | —   | 1–0 |     | 1–3 | 0–2 |
| Manama Club       | 5–1 | 1–1 | 2–1 |     | 1–1 |     |     | 3–0 | —   | 0–1 | 1–1 | 0–2 |
| Muharraq Club     | 1–1 | 0–2 | 1–1 | 2–1 |     | 4–0 |     | 2–0 |     | —   | 0–0 | 0–0 |
| Riffa Club        | 1–1 |     | 3–1 | 1–0 | 3–0 |     | 0–1 |     | 0–1 | 0–3 | —   | 1–1 |
| Sitra Club        | 0–0 | 2–2 | 1–2 |     | 1–0 |     | 0–1 | 2–2 | 0–0 | 1–0 |     | —   |